# 크리스토퍼 햄프턴
크리스토퍼 햄프턴 경(영어: Sir Christopher James Hampton, CBE, 1946년 1월 26일 ~ )은 영국의 극작가 겸 영화 감독이다.

## 서훈
- 1999년 대영 제국 훈장 3등급(CBE) 수훈[1]
- 2020년 기사작위(Knight Bachelor) 서임[2]